# Mochicahui
Mochicahui är en ort i Mexiko.   Den ligger i kommunen El Fuerte och delstaten Sinaloa, i den västra delen av landet, 1 200 km nordväst om huvudstaden Mexico City. Mochicahui ligger 22 meter över havet och antalet invånare är 4 999.
Terrängen runt Mochicahui är platt, och sluttar söderut. Runt Mochicahui är det ganska glesbefolkat, med 31 invånare per kvadratkilometer. Närmaste större samhälle är Los Mochis, 18,8 km söder om Mochicahui. Trakten runt Mochicahui består till största delen av jordbruksmark.